# Xatman
 (juin 2021).
Xatman (aussi, Khatman) est un village du district de l'Agsu en Azerbaïdjan. Le village fait partie de la municipalité de Dilman (en).